# Йохана фон Насау-Вайлбург
Йохана фон Насау-Вайлбург (на немски: Johanna von Nassau-Weilburg; * 1362; † 1 януари 1381, Марбург) е графиня от Насау-Вайлбург и чрез женитба ландграфиня на Хесен.

## Биография
Тя е дъщеря на граф Йохан I фон Насау-Вайлбург († 1371) и втората му съпруга графиня Йохана фон Саарбрюкен († 1381), дъщеря наследничка на граф Йохан II фон Саарбрюкен († 1380/1381]) и Жилет дьо Бар-Пирефор († 1362).
Баща ѝ Йохан получава през 1366 г. от император Карл IV за себе си и наследниците си титлата покнязен граф на империята.
Йохана фон Насау-Вайлбург умира на 1 януари 1383 г. в Марбург на 21 години и е погребана там в църквата „Св. Елизабет“.

## Фамилия
Йохана фон Насау-Вайлбург се омъжва на 3 февруари 1377 г. в Касел за ландграф Херман II фон Хесен „Учения“ (* ок. 1340; † 10 юни 1413), син на Лудвиг Юнкер и Елизабет фон Спонхайм. Тя е първата му съпруга. Бракът е бездетен.
Херман II фон Хесен се жени втори път на 15 октомври 1383 г. за Маргарета фон Хоенцолерн-Нюрнберг (1363 – 1406).